# Артинск
Артинск (укр. Артинськ) — село на Украине, находится в Олевском районе Житомирской области.
Код КОАТУУ — 1824487202. Население по переписи 2001 года составляет 215 человек. Почтовый индекс — 11030. Телефонный код — 4135. Занимает площадь 0,71 км².

## Название
До 1939 г. носило название Поташня-Людвиполь. Современное название перенесено с соседнего переселенного села Артинск.

## Адрес местного совета
11030, Житомирская область, Олевский р-н, с. Тепеница, ул. Левчука, 4